# 戰國無雙系列角色列表
戰國無雙角色列表包括了角色們的聲優、使用武器種類（非武器名稱）、擅長攻擊類型及奧義字。欲知人物每作登場狀況請至相關條目連結。文中的「M」為《猛將傳》之意，「E」為《帝王傳》之意，「C」為《編年史》之意。
此條目來源為中文版官網翻譯，未翻譯部分為日文，若想看原文歡迎到日文版維基百科觀看

## 旁白
- 1代系列：磯部弘（同雜賀孫市配音）
- 2代系列、3代本作：鄉里大輔（同武田信玄配音）
- 3代進化、4代系列：石塚運昇（同北條氏康配音）
- 真田丸：鈴木麻里子（同濃姬配音）
- 5代至今：乃村健次（同今川義元配音）

## 歷代參戰統計
| 角色         | 1  | 1M | 2  | 2M/2E | 3  | 3M/3E/3Z | C  | C 2nd | 4  | 4-II | 真田丸 | 5  |
| ------------ | -- | -- | -- | ----- | -- | -------- | -- | ----- | -- | ---- | ------ | -- |
| 真田幸村     | 是 | 是 | 是 | 是    | 是 | 是       | 是 | 是    | 是 | 是   | 是     | 否 |
| 前田慶次     |    |    |    |       |    |          |    |       |    |      |        |    |
| 織田信長     | 是 | 是 | 是 | 是    | 是 | 是       | 是 | 是    | 是 | 是   | 是     | 是 |
| 明智光秀     |    |    |    |       |    |          |    |       |    |      |        |    |
| 石川五右衛門 | 是 | 否 | 是 | 否    |    |          |    |       |    |      |        |    |
| 上杉謙信     | 是 | 是 | 是 | 是    | 是 | 是       | 是 | 是    | 是 | 是   | 是     | 是 |
| 阿市         |    |    |    |       |    |          |    |       |    |      |        |    |
| 阿國         | 是 | 否 |    |       |    |          |    |       |    |      |        |    |
| 女忍者       | 是 | 否 | 是 |       |    |          |    |       |    |      |        |    |
| 雜賀孫市     | 是 | 是 | 是 | 是    | 是 | 是       | 是 | 是    | 是 | 是   | 是     | 是 |
| 武田信玄     |    |    |    |       |    |          |    |       |    |      |        |    |
| 伊達政宗     | 是 | 否 |    |       |    |          |    |       |    |      |        |    |
| 濃姬         | 是 | 是 | 是 | 是    | 是 | 是       | 是 | 是    | 是 | 是   | 是     | 是 |
| 服部半藏     |    |    |    |       |    |          |    |       |    |      |        |    |
| 森蘭丸       | 是 | 否 |    |       |    |          |    |       |    |      |        |    |
| 豐臣秀吉     | 否 | 是 |    |       |    |          |    |       |    |      |        |    |
| 今川義元     | 是 | 否 | 是 |       |    |          |    |       |    |      |        |    |
| 本多忠勝     | 是 |    |    |       |    |          |    |       |    |      |        |    |
| 稻姬         | 是 | 否 |    |       |    |          |    |       |    |      |        |    |
| 德川家康     | 否 | 否 | 是 |       |    |          |    |       |    |      |        |    |
| 石田三成     | 是 | 否 |    |       |    |          |    |       |    |      |        |    |
| 淺井長政     | 是 |    |    |       |    |          |    |       |    |      |        |    |
| 島左近       | 是 | 是 | 是 | 是    | 是 | 是       | 是 | 是    | 是 | 否   |        |    |
| 島津義弘     |    |    |    |       |    |          |    |       |    |      |        |    |
| 立花誾千代   |    |    |    |       |    |          |    |       |    |      |        |    |
| 直江兼續     |    |    |    |       |    |          |    |       |    |      |        |    |
| 寧寧         |    |    |    |       |    |          |    |       |    |      |        |    |
| 風魔小太郎   |    |    |    |       |    |          |    |       |    |      |        |    |
| 宮本武藏     | 是 | 否 | 是 |       |    |          |    |       |    |      |        |    |
| 前田利家     | 否 | 否 | 否 | 是    |    |          |    |       |    |      |        |    |
| 長宗我部元親 | 是 | 否 |    |       |    |          |    |       |    |      |        |    |
| 加西亞       | 是 | 否 | 是 |       |    |          |    |       |    |      |        |    |
| 佐佐木小次郎 | 否 | 是 |    |       |    |          |    |       |    |      |        |    |
| 柴田勝家     | 是 |    |    |       |    |          |    |       |    |      |        |    |
| 加藤清正     | 否 | 否 | 否 | 否    | 是 | 否       |    |       |    |      |        |    |
| 黑田官兵衛   | 是 |    |    |       |    |          |    |       |    |      |        |    |
| 立花宗茂     | 是 | 是 | 是 | 是    | 是 | 是       | 是 | 否    |    |      |        |    |
| 甲斐姬       |    |    |    |       |    |          |    |       |    |      |        |    |
| 北條氏康     |    |    |    |       |    |          |    |       |    |      |        |    |
| 竹中半兵衛   | 是 | 是 | 是 | 是    | 是 | 是       | 是 | 是    |    |      |        |    |
| 毛利元就     |    |    |    |       |    |          |    |       |    |      |        |    |
| 綾御前       | 否 | 否 | 否 | 否    | 否 | 是       | 是 | 是    | 是 | 是   | 是     | 否 |
| 福島正則     |    |    |    |       |    |          |    |       |    |      |        |    |
| 藤堂高虎     | 否 | 否 | 否 | 否    | 否 | 否       | 否 | 是    | 是 | 是   | 是     |    |
| 井伊直虎     |    |    |    |       |    |          |    |       |    |      |        |    |
| 柳生宗矩     |    |    |    |       |    |          |    |       |    |      |        |    |
| 真田信之     | 否 | 否 | 否 | 否    | 否 | 否       | 否 | 否    | 是 | 是   | 是     |    |
| 大谷吉繼     |    |    |    |       |    |          |    |       |    |      |        |    |
| 松永久秀     | 是 |    |    |       |    |          |    |       |    |      |        |    |
| 片倉小十郎   | 是 | 是 | 是 | 否    |    |          |    |       |    |      |        |    |
| 上杉景勝     |    |    |    |       |    |          |    |       |    |      |        |    |
| 小早川隆景   | 是 |    |    |       |    |          |    |       |    |      |        |    |
| 小少將       | 是 | 是 | 是 | 否    |    |          |    |       |    |      |        |    |
| 島津豐久     |    |    |    |       |    |          |    |       |    |      |        |    |
| 早川殿       |    |    |    |       |    |          |    |       |    |      |        |    |
| 井伊直政     | 否 | 是 |    |       |    |          |    |       |    |      |        |    |
| 真田昌幸     | 否 | 否 | 否 | 否    | 否 | 否       | 否 | 否    | 否 | 否   | 是     |    |
| 茶茶         |    |    |    |       |    |          |    |       |    |      |        |    |
| 佐助         |    |    |    |       |    |          |    |       |    |      |        |    |
| 武田勝賴     | 是 |    |    |       |    |          |    |       |    |      |        |    |
| 德川秀忠     | 是 | 否 |    |       |    |          |    |       |    |      |        |    |
| 齋藤利三     | 否 | 否 | 否 | 否    | 否 | 否       | 否 | 否    | 否 | 否   | 否     | 是 |
| 巳月         |    |    |    |       |    |          |    |       |    |      |        |    |
| 瀨名         |    |    |    |       |    |          |    |       |    |      |        |    |
| 山中鹿介     |    |    |    |       |    |          |    |       |    |      |        |    |
| 中村一氏     |    |    |    |       |    |          |    |       |    |      |        |    |
| 百地三太夫   |    |    |    |       |    |          |    |       |    |      |        |    |
| 彌助         |    |    |    |       |    |          |    |       |    |      |        |    |
| 織田信行     |    |    |    |       |    |          |    |       |    |      |        |    |
| 岡部元信     |    |    |    |       |    |          |    |       |    |      |        |    |
| 吉川元春     |    |    |    |       |    |          |    |       |    |      |        |    |
| 毛利輝元     |    |    |    |       |    |          |    |       |    |      |        |    |
| 齋藤道三     |    |    |    |       |    |          |    |       |    |      |        |    |
| 齋藤義龍     |    |    |    |       |    |          |    |       |    |      |        |    |
| 朝倉義景     |    |    |    |       |    |          |    |       |    |      |        |    |
| 足利義昭     |    |    |    |       |    |          |    |       |    |      |        |    |
| 三淵藤英     |    |    |    |       |    |          |    |       |    |      |        |    |
| 源義經       | 否 | 否 | 否 | 否    | 否 | 否       | 否 | 是    | 否 | 否   | 否     | 否 |
| 弁慶         |    |    |    |       |    |          |    |       |    |      |        |    |
| 平清盛       |    |    |    |       |    |          |    |       |    |      |        |    |
| 百百目鬼     |    |    |    |       |    |          |    |       |    |      |        |    |
| 牛鬼         |    |    |    |       |    |          |    |       |    |      |        |    |
| 酒吞童子     |    |    |    |       |    |          |    |       |    |      |        |    |
| 素戔嗚       |    |    |    |       |    |          |    |       |    |      |        |    |
| 合計人數     | 15 | 19 | 26 | 32    | 37 | 40       | 40 | 53    | 55 | 56   | 61     | 37 |

## 角色列表

### 戰國無雙1系列初登場（計19人）
真田幸村

CV：草尾毅【幼少期：齊藤佑圭】

武器：十文字槍

通稱：『日本第一士兵』

奧義字：勇

秘奧義字：焰

信濃豪族．真田家的年輕武士，昌幸的次男。重視武士信義，不論遭遇何種困難，都能貫徹自身信念。與哥哥信之自幼感情便不錯，尊重並信賴著哥哥。
前田慶次

CV：上田祐司

武器：二叉矛

通稱：『暢所欲為的傾奇者』

奧義字：豪

秘奧義字：虎

仕官織田家的武將，前田利家的外甥。具備超人武藝的豪快傾奇者，為人不拘小節，個性十分開朗。喜好風雅事物，不太理會政治上等奸計。喜歡捉弄別人，但是絕不會走歪道，只會朝自己相信的道路前進。
織田信長

CV：小杉十郎太、島崎信長（5代）

武器：妖劍、大太刀（5代）

通稱：『第六天魔王』（4代之前)

『尾張的傻瓜』→『孤高的魔王』（5代）

奧義字：天

秘奧義字：霸

倡導天下布武，稱霸日本的信念。戰國的魔王。有著凌駕他人之上壓倒性的才能與嚴苛卻吸引人的魅力。於桶狹間一舉擊倒今川義元後，自尾張一介小大名嶄露頭角逐鹿日本天下，以怒濤般的進擊征服亂世。
明智光秀

CV：綠川光

武器：日本刀、火繩槍（5代晚年）

通稱：『禮節的志士』

奧義字：閃

秘奧義字：誅

美濃出身的齋藤家臣，擅長策謀劃略的名將。個性冷靜沉穩，以誠實真摯的態度待人。桶狹間戰役時，認定織田信長為應投靠的主君後，相信信長必能創造和平之世而竭盡忠義。
石川五右衛門

CV：江川央生

武器：金碎棒、大筒

通稱：『天下首屈的大盜』

奧義字：壞

秘奧義字：爆

自詡是天下第一大盜的男子。靠忍技潛入各處。性格叛逆不服輸。對自己十分有自信，所有行動皆是場演出，但是因為和藹可親，因此周遭的人都願意親近他。
上杉謙信

CV：中田讓治、興津和幸（5代）

武器：七支刀、大太刀（5代）

通稱：『越後之龍』

奧義字：佛
、正（5代）
秘奧義字：毘

以越後為據點的大大名，被世人稱為「軍神」的高貴武將。認為應在亂世之中提倡自己相信的「正道」，在各地展開清正之戰。幾乎從不流露真感情，僅靠著鬥爭顯露本性。
阿市

CV：前田愛

武器：劍玉(2代以前)→連環輪(3代開始)、護符（5代）

通稱：『戰場上的白百合』

奧義字：憐

秘奧義字：凛

尾張大名・織田信長的妹妹。隨著信長上洛，為與近江淺井家締結同盟，嫁予當主．長政為妻。聰明且溫順，對於戰亂之世的宿命深感痛心，仍期望著能長陪長政身旁共同實現理想。 。
阿國

CV：山崎和佳奈

武器：番傘

通稱：『出雲的舞姬』

奧義字：舞

秘奧義字：麗

出雲出身的巫女。操京都口音說話，身段輕盈的女性，巡迴諸國，展露著舞蹈。性格開朗喜歡照顧他人，即使心情掉落谷底也能立刻恢復，順帶一提，有容易愛上他人的一面存在。
女忍者

CV：永島由子

武器：苦無

通稱：『黑暗中飄零的花朵』

奧義字：殺 → 密

秘奧義字：葬 → 瞬

真田家的忍者。如小惡魔般玩弄敵將，並掌握要領完成任務。個性奔放卻對主君幸村異常忠心，為守護幸村即使一死也在所不惜。
雜賀孫市

CV：磯部弘

武器：火繩槍

通稱：『放浪的狙撃手』

奧義字：擊

秘奧義字：衝

槍砲傭兵集團・雜賀眾首領。無固定侍奉的主公，是收取金錢行動的傭兵，但要是碰上討厭的人，不論給多少錢都不為所動。反而對於自己看上的人，即使不考慮獲利也會幫忙。
武田信玄

CV：鄉里大輔（1－3代）→大友龍三郎（3代猛將傳-4代）、濱田賢二（5代）

武器：軍配、大槍（5代）

通稱：『甲斐之虎』

奧義字：帥
、師（5代）
秘奧義字：風林火山

治理甲斐一方的大名，人稱「甲斐之虎」的一代豪傑。面容輕鬆充滿著知性，以開朗快活的性格，集結家臣團的尊敬於一身。率領戰國最強，呼聲最高的武田騎兵隊，期以執行王道為目標整治亂世，而上京。
伊達政宗

CV：檜山修之

武器：雙木刀 → 陣太刀 & 二挺拳銃

通稱：『奧州的獨眼龍』

奧義字：亂

秘奧義字：龍

陸奧大名．伊達家的年輕當家。因為右眼戴著眼罩的緣故，故有「獨眼龍」的別名。政宗的野心十分強大，擅長不符年少自己的詭計戰法，但其實是個正直且有著開朗個性的少年。高傲的行事風格，偶爾也能窺見他身為奧州霸王的霸氣風範。
濃姬

CV：鈴木麻里子、藤井幸代（5代）

武器：暗器&炸彈、弓（5代）

通稱：『倚靠魔王的蝴蝶』
、『歸蝶』（5代）
奧義字：艷

秘奧義字：蝶

人稱「蝮蛇」的美濃大名．齋藤道三之女，織田信長之妻。看似憂鬱冷酷，令人覺得難以接近的絕世美女。常在信長身邊，支援著天下布武的理想。
服部半藏

CV：黑田崇矢

武器：鎖鎌、忍刀（5代）

通稱：『孤高的影子』

奧義字：斷

秘奧義字：滅

德川家康手下伊賀忍軍的首領。宛若主君家康貼身的影子，為爭奪天下大業竭盡全力。雖然沉默寡言，做起事來冷漠無情，其實盡忠職守，具堅毅信念，身為忍者深獲家康的信賴。
森蘭丸

CV：進藤尚美

武器：野太刀

通稱：『堂堂的少年劍士』

奧義字：誠

秘奧義字：義 → 献

身為織田信長側近的年輕家臣。正義感十足，正直的個性，不會強出頭，溫柔且沉靜。但對於敵人會採取嚴厲凜然的態度。對信長抱持敬畏，一心侍奉信長。
羽柴／豐臣秀吉

CV：戶北宗寬（1代）→石川英郎（2代開始）、上村祐翔（5代）

武器：三節棍、薙刀（5代）

通稱：『黃金的天下人』

奧義字：志

秘奧義字：昇

一介庶民出身的織田家家臣。開朗風趣的性格，異常聰明，能看穿人的本質。重情重義，擁有能擄獲人心的魅力風采。討厭看見他人的悲傷景象，衷心期望著所有人都能開心生活。
今川義元

CV：河內孝博、乃村健次（5代）

武器：刀和蹴鞠、大錘（5代）

通稱：『東海道第一的名弓手』

奧義字：貴

秘奧義字：趣

統治駿河、遠江的大名。性格沉穩，比起征戰與政治，更愛詩歌與蹴鞠的文雅風流人士。乃繼承足利將軍家血緣的名門，為完成身為當主的使命，欲號令天下而舉兵上洛。 

4代逐漸展露自身低沉的聲線。而5代的人設變成高貴的野心家，跟4代以前的性格大異。
本多忠勝

CV：大塚明夫、小林親弘（5代）

武器：大槍

通稱：『無傷的鬥神』

奧義字：轟

秘奧義字：哮

德川軍第一猛將，古今無雙呼聲最高的勇士。對主君德川家康絕對盡忠。話不多但嚴格有份量，於背後暗引導著女兒稻姬與家臣們。
稻姬

CV：大本真基子

武器：長弓

通稱：『徳川家弓姬』

奧義字：純

秘奧義字：爽

本多忠勝女兒。勇敢有禮，清秀的大和撫子。深深尊敬著嚴格又溫和的武士父親．忠勝，視為自己的目標。與父親共同支持著主君．德川家康，每日盡著忠節本分。

### 戰國無雙2系列初登場（計15人）
德川家康

CV：中田讓治、逢坂良太（5代）

武器：槍大筒、二刀（5代）

通稱：『天下泰平之世始祖』

奧義字：將

秘奧義字：統

治理三河的小大名之嫡子。作為人質前往駿河今川家途中，被信長抓住。忍氣吞聲地隱忍度日，造就日後城府頗深，擅長忍耐的堅毅個性。獨立後，度過無盡苦惱的歲月，從中獲得不論清濁全盤接收的覺悟，確實地朝創造太平之世的目的邁進。
石田三成

CV：竹本英史

武器：鐵扇

通稱：『伶俐的知將』

奧義字：銳

秘奧義字：策

豐臣秀吉視為己出的將領，具備優異才能的高潔理論家。自尊心異常地高，常先貿然依理論與理想行事，導致失敗。有著高傲不成熟的一面。這種個性容易樹敵，但深受信賴者，得以一窺其熱情的一面。
淺井長政

CV：笹田貴之（1代）→神谷浩史（2代開始）

武器：西洋槍、刀（5代）

通稱：『清廉的勇將』

奧義字：仁

秘奧義字：信

近江大名。溫柔與凜然感兼具的好青年。娶織田信長妹妹・阿市為妻，與織田家締結同盟。於亂世當中，欲貫徹自己信義的誠摯人物，開朗且堂堂不阿的姿態，深獲含家臣在內的多數同伴信賴。
島左近

CV：山田真一

武器：大刀

通稱：『剛毅的軍略家』

奧義字：鬪

秘奧義字：烈

大和出身的優異軍略家。身為浪人輾轉各地，之後受石田三成給予破格的待遇擔任側近。看似輕浮遊戲人間的態度，實質上心思卻真摯且細膩。有時引導著無法看清四周狀況的三成，給予超出本分的諫言。
島津義弘

CV：江川央生

武器：大槌

通稱：『薩摩之鬼』

奧義字：碎

秘奧義字：鬼

九州名門．島津家的英雄。熱愛戰鬥，願意將一生奉獻在戰場上的純粹武士。對他來說戰爭就如同賭博一般，具備愈是危險就愈覺得興奮的豪膽。為讓姪子豐久能早日獨當一面，時常在戰場嚴厲訓斥因經驗不足而亂來的他。
立花誾千代

CV：進藤尚美

武器：稻妻刀

通稱：『秀麗的雷神』

奧義字：迅

秘奧義字：雷

九州名將．立花道雪之女。與道雪養子的宗茂共同統領著立花家。為人非常高傲，嚴謹不允許妥協的嚴格個性，毅然地堅持著自己的信念。上戰場時顯露立花家的俐落身手。
直江兼續

CV：高塚正也

武器：寶劍和護符

通稱：『仁愛的義士』

奧義字：知 → 義

秘奧義字：愛

投靠越後大名．上杉家的將領。才情洋溢，不僅戰場上，於政治方面亦能見到他活躍的成績。清廉的個性眾人皆知，具全力投身理想的熱情性格。以實現上杉家正義為理想，遵從此方針並採取實際行動。
寧寧

CV：山崎和佳奈

武器：巨大手裏劍

通稱：『豐臣家的慈母』

奧義字：護

秘奧義字：慈

豐臣秀吉妻子。為人開朗又喜愛照顧他人，視秀吉家臣個個如己出。為替欲成為天下人的丈夫與家臣們打氣，以擅長的忍術舞步戰場。
風魔小太郎

CV：檜山修之

武器：籠手

通稱：『混沌的化身』

奧義字：疾 → 闇

秘奧義字：闇 → 朧

相模北条家旗下忍者一族，「風魔忍軍」首領。有著不像平常人的面容，個性桀傲不遜。喜歡製造混亂的場面，常在戰場上採取毀滅性的言行，更以幻術搗亂，於人們心中種下神秘與恐怖的種子。
宮本武藏

CV：金子英彥

武器：雙劍

通稱：『天下無雙的劍豪』

奧義字：斬

秘奧義字：極

放浪不羈的劍士。雙刀的二天一流始祖。非常強勢，自稱「無雙」。話不多，是個深具魄力的年輕人，認為學習劍術應找出「斬人」以外的可能性，一心一意追求此道，為了有天能學得奧義，揮劍前進。
前田利家

CV：小西克幸

武器：大刀和二本槍、大槍（5代）

通稱：『槍之又左』

奧義字：壯

秘奧義字：俠

織田家家臣。前田慶次的叔父。重情重義，滿腔熱血的俠男。表面看似粗暴，但本質是個耿直純粹的人，常為他人著想。將柴田勝家視為自己父親般敬重。
長宗我部元親

CV：置鮎龍太郎

武器：三味線

通稱：『凄絶的反骨魂』

奧義字：奏

秘奧義字：響

四國的一大名，長宗我部家當主。話不多，但秘藏熱情的反骨魂。討厭受時勢牽引，順從他人指示行動，而起身抵抗。為完成四國地區統一大業，自土佐舉兵征戰。
加西亞

CV：鹿野潤

武器：腕輪

通稱：『天真浪漫的千金小姐』

奧義字：煌

秘奧義字：輝

織田家手下將領・明智光秀之女。個性開朗，為人天真浪漫又純真。因從小雙親視為掌上明珠，反而變得不知世事。好奇心出奇旺盛，讓父親光秀煩惱不已，但其實是個深愛父親的好女兒。
佐佐木小次郎

CV：上田祐司

武器：魔刀

通稱：『妖豔的殺人者』

奧義字：劍

秘奧義字：燕

年輕的天才劍士。為追求劍道，旅行各地。認為劍術的最終目的就是「斬人」，自窮極此道的單純心情，朝更高的頂點邁進，不斷在戰場上斬殺著。
柴田勝家

CV：竹本英史

武器：二丁斧、大槍（5代）

通稱：『傳統善良的武士』

奧義字：猛

秘奧義字：割

自古仕官織田家的武將，作為首席家老，整合著家臣們。在織田家中靠著剛勇與嚴格個性，獲得「鬼柴田」的別名。兼具傳統的頑固個性與受前田利家愛慕的高尚品德。

### 戰國無雙3系列初登場（計12人）
加藤清正

CV：杉田智和

武器：片鎌槍

通稱：『忠烈之牙』

奧義字：激

秘奧義字：裂

豐臣秀吉從小培育的將領之一。智勇兼備，對世事抱持著現實的想法。個性耿直，大部分的事物都無法撼動其意志，與平時冷漠的口氣相反，內心暗藏著熱情且真摯的一面。
黑田官兵衛

CV：高塚正也

武器：妖氣玉、鬼手、護符（5代）

通稱：『令人不寒而慄的参謀』
、『半兵衛的後輩』（5代）
奧義字：謀

秘奧義字：絕

播磨出身的軍師。以織田信長上京為契機，加入豐臣秀吉旗下。非常有才能，但卻是毫無人性倫理概念的冷血合理主義者。無情的個性與堅強的實力，令人難以靠近。
立花宗茂

CV：東地宏樹

武器：西洋劍、盾

通稱：『鎮西的風神』

奧義字：疾

秘奧義字：風

九州の勇将・高橋紹運の子。

九州勇將．高橋紹運之子。之後成為立花道雪養子。具備被評為「剛勇鎮西第一」的卓越武藝兼具貴公子般的高貴氣質。以無拘束的超然自由又柔軟的思考模式，飄然生活於戰國亂世。
甲斐姬

CV：鈴木真仁

武器：鞭劍

通稱：『東國戰場之花』

奧義字：華

秘奧義字：爛

北条家旗下忍城城主．成田氏長之女。以精湛武藝的戰姬，揚名天下。如男孩般不服輸的個性，也容易於臉上洩漏自己的心情，呈現與年輕少女無異的一面。其實內心十分溫柔，事事為家人著想。為守護這些重要的人，她也只有踏上戰場一途。
北條氏康

CV：石塚運昇（4代以前）、江原正士（無雙OROCHI蛇魔3以後）

武器種類：機關仗、炸彈

通稱：『相模的獅子』

奧義字：粹

秘奧義字：獅

擁有「相模的獅子」別名的北条家第三代當家。雖然給人的第一印象是位不良大名，但是他充滿自信的態度，其實是位對自國領民及家臣充滿仁慈，並具備相信自己絕對能夠保護他們的恢弘度量。雖然不是個喜歡戰鬥的人，但親信遭受威脅時，就會毫不猶豫的趕赴戰場。
竹中半兵衛

CV：庄司宇芽香

武器：羅針盤、鼓（5代）

通稱：『不形於色的策士』

奧義字：俊

秘奧義字：賢

美濃．齋藤家手下軍師。之後投靠豐臣秀吉與黑田官兵衛共同活躍於戰國之世。一見彷似少年般天真無邪，於戰場上卻能發揮有如神助般智略的天才。配合天衣無縫的行動，全盤皆在算計之中，以此贏取最後勝利。
毛利元就

CV：石川英郎

武器：矢手甲、弓（5代）

通稱：『稀代的謀将』

奧義字：知

秘奧義字：識

以安藝地區為據點的大名．毛利家當家。是位歷代少見的策士，依靠謀略，引領著毛利家邁向勝利之路。凡事行事慎重，學者般的個性，對不感興趣的事物得過且過，但在政治和戰場上能發揮出他卓越的領導手腕。
綾御前

CV：庄司宇芽香

武器：魔杖

通稱：『引導上杉家的女神』

奧義字：淑

秘奧義字：聖

越後大名・上杉謙信的姊姊。有著謙遜的氣質，言行舉止非常優雅的女性。負起指示上杉家前進方向，宛如路標的重責大任，平時嚴厲指導上杉的將士們，但一方面也有著溫柔體貼的包容力。
福島正則

CV：藤本たかひろ

武器：雙頭棍

通稱：『擅長打架的魯莽武者』

奧義字：喧

秘奧義字：漢

豐臣秀吉從小培育的將領，性格魯莽的年輕武士。單純容易判讀的個性，總是不詳加思索便立即行動，常導致失敗收場，因而常受同樣從小受秀吉培育的加藤清正、石田三成斥責。但個性十分積極，決不輕易退縮。
藤堂高虎

CV：松風雅也

武器：刺劍

通稱：『冷冽的冰刃』

奧義字：凍

秘奧義字：兇

侍奉近江淺井家，後來投入德川家康麾下。是一名靠著實力從低層開始抓住機會往上爬，為了生存不擇手段的策略家。但是，在他的內心深處，有著對君主長政及朋友吉繼的熱切思念。
井伊直虎

CV：齊藤佑圭

武器：足具

通稱：『令人憐惜的井伊家當主』

奧義字：想

秘奧義字：儚

侍奉今川家的遠州‧井伊家當主。由於井伊家中沒有兒子，故以男子名為其命名，並繼承家業。認為自己沒有成為當主的器量而感到迷惘，雖然煩惱，卻還是因為這份溫柔，而努力地守護著遠州的和平。
柳生宗矩

CV：宮崎寬務

武器：大太刀

通稱：『不殺生的劍豪』

奧義字：剛

秘奧義字：活

大和出身的新陰流劍豪・柳生石舟齋之子。之後成為德川家劍術師範。奉「不殺」「自然體」「活人劍」為信條，是個可疑又難纏的老狐狸。即使在自然體狀態下，也潛藏著無法令人捉模的厲害之處。

### 戰國無雙4系列初登場（計10人）
真田信之

CV：小野大輔【幼少期：鹿野潤】

武器：雙刃刀

通稱：『守護真田家血脈的大器』

奧義字：寬

秘奧義字：心

信濃豪族．真田家長男。個性溫和責任感重，處理事務時能隨機應變。與弟弟幸村共同投效武田家，卻也時時擔心著總是衝鋒陷陣不怕死的幸村。
大谷吉繼

CV：日野聰

武器：采配

通稱：『看清世間情勢走向的才子』

奧義字：流

秘奧義字：情

近江出身的才子。先投靠淺井家後，後投靠豐臣秀吉。因視野變得寬廣，能看清時勢，認為順應時勢才是正確之道，但邂逅藤堂高虎與石田三成後，想法日漸轉變。
松永久秀

CV：石井康嗣

武器：月鐮和火藥、大炮（5代）

通稱：『亂世的大惡黨』

奧義字：罪

秘奧義字：叛

大和的大名。藉信長上京的機會投靠軍門下。對於茶道等亦有深厚造詣，具備藝術家天分，以觀看天文讀取到的天命作為自己的知識武器，並企圖操弄。對自己的才能相當有自信，討厭他人扭曲自己應有的天命。
片倉小十郎

CV：竹內良太

武器：戰盾

通稱：『伊達的懐刀』

奧義字：智

秘奧義字：忠

陸奧大名．伊達家的家臣。智略十分出色，在伊達家被譽為「智謀的小十郎」。自主君政宗還在襁褓時期就跟隨著他，無論在何時都將政宗的人身安全視為第一，當政宗採取魯莽行動時，會毫不留情地對他說出辛辣的諫言。
上杉景勝

CV：竹內良太

武器：雙鋸刀

通稱：『寡言的威将』

奧義字：堂

秘奧義字：威

上杉謙信姊姊・綾御前的親生兒子，過繼給謙信當養子。為人沉默寡言，是一個以行動來表達意志的人。雖然經常皺眉看似頗有威嚴，其實內心纖細。為了不負軍神之子名號，每日努力精進著。
小早川隆景

CV：岡本寬志

武器：刀＆書→刀（5代）

通稱：『心懷仁慈的叡智』

奧義字：伶

秘奧義字：聰

中國地方大名．毛利元就的三男，亦是小早川家的當家。徹底發揮不輸父親的聰明才智，從旁支援毛利家的發展。戰場上常運用令人驚訝的奇策，對隆景來說，比起合理的取勝，將人民的犧牲降到最低才是最重要的事。
小少將

CV：白石涼子

武器：羽衣

通稱：『傾國的美女』

奧義字：魅

秘奧義字：惑

擁有魔性魅力的妖豔美女。總是將自己置身於絕對權力旁，不過有時會隨興獨自行動，神出鬼沒地出現在戰場上。稱自己是「不幸的美女」，以美色將男人玩弄於股掌之間，企圖征服四國。
島津豐久

CV：宮坂俊藏

武器：大斧

通稱：『年少的薩摩隼人』

奧義字：挑

秘奧義字：隼

薩摩島．津家的一名血氣方剛年輕武士。他是個勇往直前的勇士，即使失敗，也視為學習經驗持續成長著。偶爾也會做出令旁人覺得魯莽的行為。為了報答伯父義弘對他的深厚恩義，就算為他犧牲自己性命也在所不惜。
早川殿

CV：佐藤聰美

武器：袋棍毬

通稱：『關東的明珠』

奧義字：涼

秘奧義字：清

相模大名．北条氏康之女。從外貌就能感受到是位家風嚴謹的清純少女。天然純真容易親近的外貌下，內心十分地堅強。除了弟弟們，也十分受到家臣和領民的愛戴。
井伊直政

CV：小西克幸

武器：尖槍

通稱：『赤色新星』

奧義字：誇

秘奧義字：嚴

無一絲迷惘，採取自己深信不移的行動的徳川英雄。與徳川的守護神・本多忠勝均為年輕有為的英雄豪傑。為了主公家康奮鬥努力

### 戰國無雙真田丸初登場（5人）
真田昌幸

CV：三宅健太

武器：旗槍

通稱：『表裡比興的策略家』

奧義字：真

秘奧義字：兴

受武田信玄看出其才能重用，也受信玄之子・勝賴深深信賴的策略家。擅長調略，但是背後有著堪稱親友的勝賴建言支持。然而時不我予，威脅武田家存在的時代波濤，也大幅改變了昌幸的想法…。 

武田家滅亡後，昌幸選擇投靠仇人織田家。然而，不久信長也在本能寺之變中不幸身亡，昌幸為了真田家存活，四處奔走。不斷背叛主君及毫無猶豫地使用策略的樣子，不知何時起被稱之為表裡比興之人，連兒子‧信之，幸村都看不出父親的真意。
茶茶

CV：高野麻里佳

武器：簪

通稱：『高傲的公主』

奧義字：彩

秘奧義字：玲

淺井家當家・淺井長政與織田信長妹妹‧阿市之女。充滿名家公主的氣質風範。因為不幸人生所以建起自身防護罩，給人難以接近的感覺，透過與幸村們的交流，慢慢打開了塵封已久的心房。

幼年期時的茶茶。雖然讓人感覺到具有良好的教養，但卻能在緊急時發揮出行動力。雖在舉止上有些強硬，但在本質上卻擁有無法捨棄他人於不顧的溫柔之心。與造訪安土的幼年幸村之間上演了宛如命運般的相遇……。
佐助

CV：阿座上洋平

武器：手甲刀

通稱：『隱身黑暗的疾風』

奧義字：飛

秘奧義字：影

被生涯孤獨的服部半藏收養，作為弟子撫養的忍者青年，對誰都是冷言冷語，但是十分景仰如父親般的半藏。某個契機下，投靠幸村，透過交流，佐助的性情也產生了變化。
武田勝賴

CV：岡本寬志

武器：槍

通稱：『溫柔的武田家世子』

奧義字：貫

秘奧義字：直

武田信玄的四子。

在哥哥‧義信去世後，成為當家。

與真田昌幸是超越君臣的良好關係，相互深深信賴。

雖然是溫柔且纖細的貴公子，一點卻不怕戰，在戰場上驍勇善戰。

信玄急逝後，繼承家督，一心要守護武田家名譽。
德川秀忠

CV：海老名翔太→半田裕典

武器：刀

通稱：『傲慢的二代將軍』

奧義字：繼

秘奧義字：尖

德川家康三男。

是繼承家業的立場，但是個性傲慢又喜歡挖苦人的人，在家中也被視為是麻煩人物。

對父親‧家康也不改本性。

關原之戰中，迎接初陣，與真田信之率領小隊進擊。

### 戰國無雙5系列初登場（16人）
齋藤利三

CV：坂田将吾

為人能幹，對主君明智光秀絕對忠心，不時提出諫言。
巳月

CV：高野麻里佳

武器：籠手

甲賀女忍者，本作原創角色，性格快活親近，當織田信長是父親來看，實為信長之弟織田信行的女兒，開始為其效力。
瀨名

CV：照井春佳

武器：薙刀

今川義元愛侄，也是德川家康正室。好勝心強，經常激勵家康，對家康也很深情，不惜為之獻身。
山中鹿介

CV：阿座上洋平

武器：二刀

尼子家家臣，性格爽快，主家為毛利家攻打時希望藉著在各地流浪的明智光秀光復尼子家。
中村一氏

CV：新井良平

武器：大筒

甲賀忍者，性格冷淡，和巳月一同修行，六角家滅亡後出仕羽柴秀吉。
百地三太夫

CV：津田健次郎

武器：鎖鐮

伊賀忍頭領，性格直爽，游刃有餘，早年曾照顧羽柴秀吉，被其視為大哥，日後為其推薦向織田信長從事。
彌助

CV：Paddy Ryan

武器：籠手

織田信長的異國侍從，擅長日語，甚至還使用熟語，性格直率。
織田信行

CV：田邊幸輔

武器：刀
岡部元信

CV：淺野良介

武器：大槍
吉川元春

CV：蟹江俊介

武器：大槍
毛利輝元

CV：小野將夢

武器：薙刀
齋藤道三

CV：今川柊稀

武器：槍
齋藤義龍

CV：宮園拓夢

武器：大錘
朝倉義景

CV：坂井易直

武器：弓
足利義昭

CV：三野雄大

武器：刀
三淵藤英

CV：富岡佑介

武器：薙刀

## 特殊人物

### 特殊劇情武將
本願寺顯如

CV：檜山修之

武器：薙刀

本願寺第11代門主

僅在1代雜賀孫市的劇情登場，但從2代起因宗教問題取消該角色，而本願寺勢力被雜賀眾取代。
村松殿

CV：前田綾香

通稱：『真田的向日葵』

真田昌幸長女。信之、幸村的姊姊。

經常笑容滿面，溫柔的女性。

給予對父親‧昌幸言行煩惱的幸村建議，在旁守護著他。

絕對不會態度丕變，內心十分堅強，是昌幸唯一對她無法隨心所欲之人。

### 特殊NPC
織田信雄
武田信虎
飯尾田鶴
齋藤道三
今川氏真
最上義光
足利義輝
齋藤龍興
足利義昭
鍋島直茂
齋藤義龍
織田信行
岡部元信
吉川元春
毛利輝元
六角義賢

### 客串角色
鷹丸（戰國無雙3特殊人物）

CV：岡本寬志

武器：刀

奧義字：侍

秘奧義字：鷹

遊戲【謎之村雨城】的主角。與戰國無雙3合作，陪同戰國武將們一同闖蕩神祕的村雨城。
呂布

CV：稻田徹

來自真三國無雙系列的角色。以真三國無雙3的形象在1代的無限城·奈落作為最終boss；以真三國無雙7的形象在Chronicle 3的練武館作為boss登場

## 動畫人物
豐臣秀賴

CV：小野賢章

豐臣秀吉的兒子，背負著豐臣家臣的期待於一身。

在石田三成歿後，成了大坂城的存在象徵。
德川秀忠

CV：海老名翔太

德川家康的兒子，個性傲慢。

在第二次上田城之戰敗給真田軍後，便非常敵視真田並想滅亡之。
月丸

CV：永島由子

女忍者的飛鼠小夥伴，圍著一條醒目的紅圍巾。

## 外部連結
- 戰國無雙4日文官方網站 （页面存档备份，存于）
- 戰國無雙4中文官方網站 （页面存档备份，存于）
- 戰國無雙4-II中文官方網站 （页面存档备份，存于）
- 戰國無雙~真田丸~中文官方網站 （页面存档备份，存于）